# Martin County, North Carolina
Martin County är ett administrativt område i delstaten North Carolina, USA, med 24 505 invånare. Den administrativa huvudorten (county seat) är Williamston.

## Geografi
Enligt United States Census Bureau har countyt en total area på 1 194 km². 1 194 km² av den arean är land och 0 km² är vatten.

### Angränsande countyn
- Greene County, Tennessee - norr
- Unicoi County, Tennessee - nordost
- Yancey County - öster
- Buncombe County - söder
- Haywood County - sydväst
- Cocke County, Tennessee - nordväst